# Jon Schofield
Pour les articles homonymes, voir Schofield (homonymie).
Jon Schofield, né le 10 mai 1985 à Petersfield, est un kayakiste britannique.

## Biographie
Aux Jeux olympiques d'été de 2012 à Londres, il est médaillé de bronze de kayak biplace 200 m avec Liam Heath, derrière les Russes Yury Postrigay et Aleksandr Dyachenko et les Biélorusses Raman Piatrushenka et Vadzim Makhneu. Il est médaillé d'argent en K2 200 m avec Liam Heath aux Jeux d'été de 2016 à Rio de Janeiro.